# Somaloniscus taramassoi
Somaloniscus taramassoi is een pissebed uit de familie Eubelidae. De wetenschappelijke naam van de soort is voor het eerst geldig gepubliceerd in 1933 door Alceste Arcangeli.